# (52299) 1991 NJ1
(52299) 1991 NJ1 là một tiểu hành tinh vành đai chính. Nó được phát hiện bởi Henry E. Holt ở Đài thiên văn Palomar ở Quận San Diego, California, ngày 12 tháng 7 năm 1991.